# Español costeño peruano

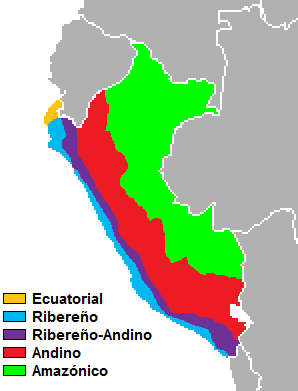
Mapa dialectal de Perú.

El español costeño es el dialecto del idioma español que se habla a lo largo del costa central y septentrional del Perú, desde la región Piura hasta la localidad de Chala.[cita requerida]
La ciudad de Lima fue entre 1535 y 1739 la ciudad más importante del virreinato del Perú (que por esos años comprendió la mayor parte de América del Sur) y su habla se convirtió en una de las más prestigiosas de la región. Esto debido a su importancia política y cultural, prestigio obtenido por la existencia de la Universidad Nacional Mayor de San Marcos, la primera universidad fundada en el continente, y al hecho de que contó con mayor proporción de españoles de origen castellano que la mayoría de ciudades del continente americano, inclusive se radicaron muchos nobles de Castilla, siendo la ciudad con más títulos nobiliarios castellanos fuera de la metrópoli.
Según algunos especialistas en dialectología hispana se trata de un dialecto a medio camino entre los llamados conservadores y radicales. Es aún hoy la variedad estándar del país, que habla alrededor del 30% del total de la población peruana.

## Fonología y morfosintaxis
Entre las características fonológicas principales y tradicionales están:
- La ausencia de aspiración de /s/ en posición final de sílaba ante pausa o vocal (que se da en toda la América costeña —excepto Yucatán— y sur de España),[nota 2] salvo ante consonante.[10] La articulación es predorsal suave.[11][12]
- La emisión clara[13] de la vibrante múltiple /r/ y de la vibrante simple /ɾ/ sin la asibilación característica de la sierra y otras regiones de América.[11][nota 3]
- El yeísmo y lleísmo (se alterna indistintamente los sonidos de <ll> y <y> sin importar la letra con la que se escriba). En las generaciones más jóvenes, el lleísmo está decayendo en favor del yeísmo.
  - La <y> y la <ll> con yeísmo son tanto aproximantes ([j]) como fricativas ([ʝ]).
- El seseo, característico de todos los dialectos en América Latina.
- La pronunciación entre pospalatal y velar de /x/ <j> y <g> ante <e>, <i> (nunca aspirada ni glotal como en todas las costas americanas al norte desde Ecuador, ni como la del español bogotano o la del dialecto andaluz).[14][nota 4]
- En ocasiones la elidida /d/ final de palabra se hace sorda /t/ por ultracorrección. Por ejemplo, tengo sed > tengo sé o tengo set.
- La /n/ final de sílaba, del mismo modo que el español caribeño, es velar, no alveolar, salvo en el discurso formal.[13] En las clases populares y resto de la costa la velar final se puede trasladar hacia la otra nasal, ej. también [taŋbjéŋ]
- No existe la confusión de líquidas (<l> por <r>) andaluza ni el sonido nasal de las vocales caribeño.

En lo gramatical el habla limeña propia se ajusta mucho a la norma general americana, debido al escaso contacto histórico que tuvo la población de la ciudad con el español andino, y a las lenguas autóctonas (quechua, aimara) por cuatro siglos (el quechua fue desplazado de la costa peruana rápidamente en el siglo XVI).
Conserva la distinción tradicional entre lo, la y le para el acusativo y dativo de la tercera persona, masculina singular, excepto en frases aisladas, particularmente en la construcción con se, como en ¡Qué bien se le ve! o en (El libro) se los di en vez de Se lo di o Les di.
Dado que Lima, al igual que Ciudad de México, fue centro receptor y difusor del estándar peninsular, desde temprano se dio preferencia al uso del tuteo para el tratamiento de confianza y el usted en lo formal. El empleo de vos con la modificación, de estigma popular, de su antiguo paradigma verbal, para el tratamiento familiar no arraigó (mientras era eliminado de la península y se hizo corriente en las zonas alejadas del poder español). No obstante, esto sí como toda América, se prefirió, en el uso oral, el ustedes plural de respeto antes que vosotros.
Los fenómenos de queísmo y dequeísmo son bastante frecuentes en esta variedad.
La utilización de las formas verbales perifrásticas para el futuro (voy a ir en vez de iré), la personalización del verbo haber (hubieron muchos) y las formas verbales en segunda persona con el sonido /s/ final (cantastes, dijistes, que vienen del español andino), son comunes también en otras partes de América.

## Subdialectos

### Español peruano norteño ribereño
El habla de la costa del Perú posee una variante norteña comprendida desde la costa del departamento de La Libertad hasta el departamento de Tumbes, la cual es más parecida al Español ecuatorial. Tiene influencias de la extinta lengua muchik o mochica, hablada hasta finales del siglo XIX. 
Las dos principales características que definen a esta variedad son el rasgo propio en su estructura tonal y la eliminación de la fricativa palatal sonora /ʝ/ (o la 'y' intervocálica) sobre todo en el acento de Sechura, Lambayeque y la ciudad de Trujillo. Siendo Lima el principal foco de irradiación del idioma español en el Perú, las variantes locales tienden a ser desplazadas o recibir notoria influencia de las variedades presentes de la capital.

### Español peruano ribereño de influencia afroperuana
De otro lado, en el habla particular de los antiguos asentamientos afroperuanos de la costa peruana, tales como Chincha, el Callao y barrios limeños como La Victoria, Rímac, Barrios Altos, Puente Piedra, etc., el español peruano ribereño tiene una fonética muy peculiar, caracterizada por compartir algunos elementos fonológicos con los demás asentamientos afrocoloniales españoles en América (como los del Caribe o del Río de la Plata).
Según la investigadora María del Carmen Cuba: "El habla de los negros tomaba como modelo las variedades más desprestigiadas del español..." (esto es, las hablas meridionales o atlánticas y las de la clase popular). "En muchos lugares de las Antillas y América Central se desarrollaron lenguas criollas, pero en el Perú al parecer sólo ingresaron pidgins o dialectos castellanos como una segunda lengua. Estos dialectos se han quedado algo congelados entre los usuarios, quienes por su situación social, económica y política, por mucho tiempo han permanecido y en algunos casos siguen permaneciendo en una especie de aislamiento.
La diferencia dialectal actualmente está marcada sobre todo por el ritmo en el habla, eliminando sílabas y alterando estructuras silábicas. Es más acelerado que en los demás dialectos del Perú y es posible que en los siglos de la colonia esta celeridad haya sido mayor.
El habla particular de los afroperuanos de la costa norte, en lo que hoy son los departamentos de Lambayeque, Piura y Tumbes, difieren de sus pares de las regiones mencionadas. Las comunidades afroperuanas de la provincia de Morropón, por ejemplo, verifican con el hablar del español ecuatorial y con el citado español peruano norteño ribereño.

### Español peruano ribereño de influencia andina
La otra variedad principal del español de la costa del Perú viene a ser la aparecida luego de la penetración de los hábitos lingüísticos de la sierra y del ámbito rural a las ciudades de la costa y la propia Lima, tras el gran trasvase de población que ocurrió desde la década de 1940.
Tradicionalmente ha sido catalogada esta de subculta por los hablantes originales de la costa mas es hoy en día lo que habla la juventud y la gran mayoría de provincianos y sus descendientes residentes en la capital. Sobre este tema se ha referido el eminente lingüista Rodolfo Cerrón Palomino de la siguiente manera:

“...En efecto a raíz de los procesos migratorios del campo a la ciudad y de la sierra a la costa (...) la sociedad peruana atraviesa por una profunda transformación social. Particularmente notoria en la andinización de la costa y especialmente de la capital (...) dentro de tal atmósfera, en la que la población local se ve asediada por la de procedencia serrana , se advierte cómo los rasgos más persistentes del castellano andino van contaminando la norma capitalina, alguna vez tenida por uno de los exponentes más castizos del castellano de América. Tales rasgos (...), si bien estigmatizados aún por quienes alcanzan a tener conciencia de su sabor andino, se filtran subrepticiamente en el habla de los limeños para instalarse en los registros de comunicación no sólo oral sino también escrita...”
 (Rodolfo Cerrón-Palomino: 2003, 118)

La profesora Rocío Caravedo, añade  

“La penetración ocurre normalmente a través de las clases populares costeñas que, probablemente por razones sociales, mantienen un circuito más fluido de relaciones comunicativas con los andinos”
 (Caravedo 1992).

Entre los rasgos principales están:
- El timbre cerrado y débil vocalización,[14] extendido en gran número de limeños.
- El uso de la muletilla pe y otras como puis, pi o pui (de origen andino[14]), nomás y ya al final de cada frase.
- La /f/ se articula como fricativa bilabial sorda [ɸ], la misma que por agregársele una /w/ epeténtica se suele confundir con /x/.
- La pronunciación más cerrada de las vocales /e/ y /o/ y más abierta de la /i/ y /u/ en algunos hablantes.
- Empleo de jergas derivadas de voces quechua, como jato y jatear por casa y dormir.
- En algunos hablantes se da el ensordecimiento vocálico, dándole énfasis a las consonantes con debilitamiento de vocales, sobre todo en las sílabas átonas como en algunos hablantes en México.

Los fenómenos que son más perceptibles como de la modalidad andina y que desencadenan valoraciones negativas se dan hoy por hoy más en lo gramatical que en lo fonológico.
Según Cerro Palomino, el hablar motoso (esto es, identificable y discriminado como de procedencia andina) aparece en las siguientes construcciones:
- La ausencia del artículo definido: Está en ∅ casa, ¿Dónde está ∅ carro?.
- El empleo del artículo definido siempre en masculino: La olla está lleno, la bodega está cerrado, la ropa está limpio.
- Empleo redundante del artículo definido; p. ej., ante nombres propios de personas allegadas: ¿Dónde fue la Jacqueline?, la Susana.
- Quiebre de la concordancia gramatical de género: casa blanco, Bonito es la ciudad.
- Quiebre de la concordancia de número: Los libros es de él.
- Precedencia del objeto al verbo: Comida voy comprar.
- La parte subordinada de la oración precede a la principal: En lo que estaba jugando, se cayó.
- Neutralización de las formas pronominales en lo, indistintamente del tipo de objeto, así como del género y número en una sola: Anduvimos mirándolo los personas, Lo conozco a ellas.

Este habla corresponde, actualmente, a la de los sectores socioeconómicamente más deprimidos de la capital.
Por el contrario las formas del castellano andino, que para Cerrón Palomino o Caravedo han sido asimiladas por la clase media y en algunos casos ya son «perfectamente aceptables», son
- Construcción con un pluscuamperfecto, principalmente, lo más arraigado: Había tenido dos hijos 'no sabía que tenía dos hijos'.
- Forma leve de loísmo: Lo conozco a él 'lo conozco'.
- Predominio de posesivos: Fue en su casa de Luis 'fue en la casa de Luis'.
- Uso excesivo del gerundio: ¿Qué haciendo te caíste? '¿cómo te caíste?'.
- Posposición del verbo: No viene dice 'dice que no viene'.
- Ciertas omisiones; p. ej. de adverbios: Vine comiendo 'vine después de comer'.
- Abuso de diminutivos: Los farolitos de la esquinita están prendiditos.

## Cambios recientes
Algunos de los rasgos nuevos propios de las clases populares y/o de las generaciones más recientes en los que, según investigadores como Rocío Caravedo, no se puede rastrear origen andino son:
- Extensión, cada vez mayor, de la aspiración de /s/, como fue de preconsonante sonora [lah ˈβakas] a ante sorda con asimilación a una velar; p. ej., pertenezco [peɾteˈnexko], Pisco [ˈpixko]. Sin embargo se tiende a mantener ante la dental sorda /t/; p. ej., estado [esˈtado] y no [ehˈtado]. Esta aspiración se da en todas las clases sociales, pero es evitada en el habla cuidada.
- En los últimos decenios[29] se registra la tendencia al relajamiento o la neutralización de las fricativas [β ð ɣ] en posición intervocálica; p. ej. [di.ˈa.mos] por digamos, [ˈsa.a.o] por sábado. Lo primero es más bien del ámbito culto y lo segundo del popular.[30] La más elidida, en ambos grupos, viene a ser la dental, especialmente en la terminación -ado.[nota 6]
- Avance de las elisiones ej, de las implosivas y sonorización de las consonantes sordas; p. ej., pasague por pasaje, probesor por profesor, propias del habla muy coloquial y relajada o de grupos de poca lectura o baja escolaridad.[11][31][nota 7]
- El relajamiento o neutralización, en Lima y la costa central, de los sonidos de <y> o <ll> (/j/) intervocálicos; p. ej., [ˈoe] por oye, [tʃi.ˈki.a] por chiquilla. (Muy posible por influencia del habla de la costa norte, o tal vez del resquicio del habla afroperuana.)
- Reforzamiento en los sectores más jóvenes (especialmente del sexo femenino) de la pronunciación de la vibrante múltiple o casual pérdida de /r/ final de sílaba en contexto interno y de la pronunciación del sonido /s/ al final de sílaba.[11]

En algunos casos, corresponde a las tendencias evolutivas del español, en otros, tal vez producto del relajamiento en el modo de hablar de una lengua que no fue la materna.
De otro lado, en el plano del léxico, el habla popular de la costa se nutre de influencias andinas y también, por supuesto, extranjeras: anglicismos, argentinismos, mexicanismos, así como de variados neologismos (Véase jeringa).
Como bien lo señala la lingüista Virginia Zavala, de Proeduca, en todo lugar "un grupo de jóvenes habla una variedad social específica", los pertenecientes a los estratos socioeconómicos bajos como los altos de la ciudad de Lima y otras de la costa han desarrollado características peculiares en su modo de hablar, incluido el aspecto tonal, los no pudientes (y en muchos casos los de la clase media) han asimilado el lenguaje de la “replana” (que según algunos autores tiene su origen en el habla afrocolonial), los de la clase alta por su lado han desarrollado un lenguaje especial lleno de anglicismos, o palabras foráneas en los últimos veinte a treinta años surgido por influencia de los medios y como reacción a la influencia del habla andina, muy subvalorada por este grupo, o a la citada replana de la periferia. Más recientemente este último lenguaje se ha extendido a jóvenes de las capas medias, incluyendo a descendientes andinos.